# Seuneubok Tuha I
Seuneubok Tuha I is een bestuurslaag in het regentschap Aceh Timur van de provincie Atjeh, Indonesië. Seuneubok Tuha I telt 253 inwoners (volkstelling 2010).